# Taxon
|  | No s'ha de confondre amb tàxon. |

Taxon. Official News Bulletin of the International Society for Plant Taxonomy, (abreujat Taxon), és una revista il·lustrada amb descripcions botàniques que és editada a Utrecht per la International Association for Plant Taxonomy. Es publica des de l'any 1951. A partir de 2010, la revista apareix sis vegades a l'any. Anteriorment apareixia quatre vegades a l'any. La revista revisada per experts se centra en la biologia sistemàtica i la biologia evolutiva amb èmfasi en la botànica. Articles relacionats amb la fisiologia vegetal, evolució, taxonomia, morfologia, paleobotànica, palinologia, mètodes i tècniques, biodiversitat i conservació de la natura i camps relacionats es publicaran en la revista. També apareixen en les contribucions de la revista les discussions sobre temes d'actualitat (opinions, cartes a l'editor). La revista també és un fòrum per a la publicació de temes relacionats amb la nomenclatura botànica, incloses les propostes oficials per esmenar el Codi Internacional de Nomenclatura Botànica, informes dels comitès de nomenclatura i comentaris sobre ells.